# Touché (singolo)
Touché è un singolo della cantautrice italiana Sarah Toscano (accreditata come Sarah), pubblicato il 7 novembre 2023 come primo estratto dal secondo EP Sarah.

## Descrizione
Il brano è scritto dalla stessa cantautrice con Viviana Colombo e Emanuele Cotto, in arte Etta Matters o più semplicemente Etta, che ha anche curato la produzione.

## Promozione
Il brano è stato presentato in anteprima il 24 settembre 2023 nel corso della puntata inaugurale della ventitreesima edizione del talent show Amici di Maria De Filippi.

## Tracce
Testi e musiche di Sarah Toscano, Emanuele Cotto e Viviana Colombo.
1. Touché – 2:12

## Formazione
- Sarah Toscano – voce
- Emanuele "Etta" Cotto – programmazione, produzione